# Михара, Маи
Маи Михара (яп. 三原 舞依 Михара Маи, ромадзи: Mai Mihara; родилась 22 августа 1999 года в Киото) — японская фигуристка, выступающая в одиночном катании. Двукратная чемпионка четырёх континентов (2017, 2022), победительница финала Гран-при (2022), серебряный призёр чемпионата четырёх континентов (2018) и бронзовый призёр чемпионата четырёх континентов (2019). Двукратная победительница Универсиады (2019, 2023). Серебряный призёр чемпионата Японии (2023). Победительница командного чемпионата мира (2017).
По состоянию на 2 февраля 2024 года занимает 9-е место в рейтинге Международного союза конькобежцев.

## Карьера

### Ранние годы
Маи Михара родилась в Киото в 1999 году. Дебютировала на юниорском первенстве Японии в 2013 году. На следующий год она дебютировала на японском национальном чемпионате. В 2014 году Маи, став вице-чемпионкой Японии (среди юниоров), не смогла поехать на юниорский чемпионат мира из-за возраста, хотя в начале сезона она выиграла «серебро» юниорского Кубка Азии.

### Сезон 2015/2016
В августе 2015 года Михара выиграла Кубок Азии уже среди взрослых. Японская федерация впервые допустила её до двух этапов юниорского Гран-при. Она получила две серебряные медали, выступив в Словакии и Австрии (выиграла короткую программу), благодаря чему сумела пройти в юниорский финал Гран-при. Однако на самом финале она заняла последнее место. Далее у неё последовал спад, она не попала на национальный чемпионат, а в первенстве Японии среди юниоров заняла место лишь в конце десятки, вследствие чего не смогла принять участие в юниорском мировом чемпионате.

### Сезон 2016/2017: победа на чемпионате четырёх континентов
|                                                       |  |
| Короткая и произвольная программы, Skate America 2016 |  |

Новый предолимпийский сезон Михара начала в Германии на турнире Небольхорн, который (после короткой программы она занимала второе место) она выиграла и улучшила свои прежние достижения в произвольной программе и сумме. В середине октября она дебютировала на этапе Гран-при в Чикаго, где на Кубке Америки заняла третье место и при этом улучшила свои прежние достижения в сумме и короткой программе. В середине ноября Маи приняла участие на своём втором этапе Гран-при в Пекине, где на Кубке Китая заняла место рядом с пьедесталом, при этом вновь превзойдя свои прежние достижения в короткой программе и сумме. На чемпионате Японии в декабре в Осаке Михара сумела завоевать бронзовую медаль.
В феврале фигуристка выступала в Канныне на континентальном чемпионате, который она выиграла. В произвольной программе и сумме были улучшены все прежние спортивные достижения. В конце марта на чемпионате мира в Хельсинки она оказалась в пятёрке лучших фигуристок мира, однако после короткой программы шла в середине второй десятки. При этом она сумела завоевать две путёвки для своей страны на Олимпиаду в Южную Корею и улучшила прежние свои достижения в произвольной программе. Через три недели фигуристка успешно выступила на командном чемпионате мира. Она вновь улучшила свои прежние показатели и способствовала завоеванию золотой медали для своей сборной.

### Сезон 2017/2018
Новый олимпийский сезон Михара начала в Монреале, где на турнире Autumn Classic International она завоевала серебряную медаль. Через месяц японка выступала на китайском этапе серии Гран-при в Пекине, где финишировала рядом с пьедесталом. В середине ноября выступила на французском этапе Гран-при, где заняла 4-е место.
В конце декабря на национальном чемпионате фигуристка выступила не совсем удачно, она стала лишь пятой и попала только запасной в состав сборной, и за несколько недель до стартов состоялась замена. Через месяц в Тайбэе на континентальном чемпионате она выиграла «серебро».

## Программы
| Сезон     | Короткая программа | Произвольная программа | Показательные выступления |
| --------- | --- | --- | --- |
| 2023—2024 | - «To Love You More» Селин Дион хореограф-постановщик Джеффри Баттл                                                                     | - «Планеты»: - «II. Venus, the Bringer of Peace» - «III. Mercury, the Winged Messenger» - «IV. Jupiter, the Bringer of Jollity» Густав Холст в исполнении Торонтский симфонический оркестр и Питер Унджан - «I Vow to Thee, My Country» Густав Холст в исполнении Кэтрин Дженкинс, Энтони Инглисс и Пражский симфонический оркестр хореограф-постановщик Дэвид Уилсон | - «Hana» Рими Нацукава хореограф-постановщик Акико Судзуки - «Shake It Off» Тейлор Свифт хореограф-постановщик Джейсон Браун                                                      |
| 2022—2023 | - «Merry Christmas, Mr. Lawrence» (из фильма «Счастливого Рождества, мистер Лоуренс») Рюити Сакамото хореограф-постановщик Дэвид Уилсон | - «El amor brujo» Мануэль де Фалья хореограф-постановщик Дэвид Уилсон | - «Sakura» Наотаро Морияма в исполнении Андре Рьё - «Never Enough» (из фильма «Величайший шоумен») Лорен Оллред хореограф-постановщик Дэвид Уилсон - «Amazing Grace» Celtic Woman |
| 2021—2022 | - «I Dreamed a Dream» (из мюзикла «Отверженные») Клод-Мишель Шёнберг хореограф-постановщик Дэвид Уилсон                                 | - «Fairy of the Forest» - «Galaxy» Юко Тоёда хореограф-постановщик Лори Никол | |
| 2020—2021 | - «It's Magic» (из фильма «Роман в открытом море») в исполнении Дорис Дэй хореограф-постановщик Дэвид Уилсон                            | - «Fairy of the Forest» - «Galaxy» Юко Тоёда хореограф-постановщик Лори Никол | - «Hero» Мэрайя Кэри |
| 2019—2020 | Не участвовала в соревнованиях | Не участвовала в соревнованиях | Не участвовала в соревнованиях |
| 2018—2019 | - «It's Magic» (из фильма «Роман в открытом море») в исполнении Дорис Дэй хореограф-постановщик Дэвид Уилсон                            | - «Carlotta» - «Gabriel's Oboe (Whispers in a Dream)» в исполнении Хейли Вестенра - «Vita Nostra» The Mission Эннио Морриконе хореограф-постановщик Дэвид Уилсон | - «Hero» Мэрайя Кэри - «Золушка» Патрик Дойл хореограф-постановщик Юка Сато |
| 2017—2018 | - «Libertango» Астор Пьяццолла хореограф-постановщик Бенуа Ришо                                                                         | - «Carlotta» - «Gabriel's Oboe (Whispers in a Dream)» в исполнении Хейли Вестенра - Vita Nostra The Mission Эннио Морриконе хореограф-постановщик Дэвид Уилсон | - «Золушка» Патрик Дойл хореограф-постановщик Юка Сато - «La Califfa» Сара Брайтман                                                                                               |
| 2016—2017 | - «Интродукция и рондо каприччиозо» Камиль Сен-Санс хореограф-постановщик Массимо Скали                                                 | - «Золушка» Патрик Дойл хореограф-постановщик Юка Сато | - «Méditation (Thaïs)» Жюль Массне - «Le Jazz Hot!» (из мюзикла «Виктор/Виктория») в исполнении Джули Эндрюс - «Caprice No. 24» Никколо Паганини в исполнении Bilen Yildirir      |
| 2015—2016 | - «Интродукция и рондо каприччиозо» Камиль Сен-Санс хореограф-постановщик Массимо Скали                                                 | - «Giselle» Адольф Адан хореограф-постановщик Марина Зуева, Юкина Ота, Масахиро Кавогое | |
| 2014—2015 | - «Les Filles de Cadix» Лео Делиб в исполнении Дина Дурбин хореограф-постановщик Масахиро Кавогое                                       | - «Giselle» Адольф Адан хореограф-постановщик Марина Зуева, Юкина Ота, Масахиро Кавогое | - «Le Jazz Hot!» (из сериала «Хор») в исполнении Крис Колфер |
| 2013—2014 | - «Sakura» Наотаро Морияма хореограф-постановщик Масахиро Кавогое                                                                       | - «Вестсайдская история» Леонард Бернстайн хореограф-постановщик Масахиро Кавогое | - «Disney» Фрэнк Черчилль |

## Спортивные достижения

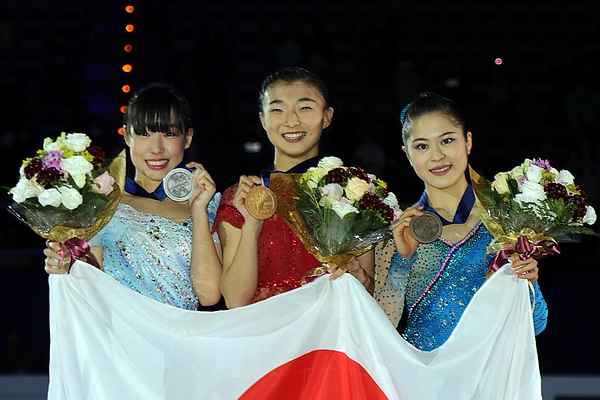
Призёры чемпионата четырёх континентов 2018 (слева направо): Маи Михара (серебро), Каори Сакамото (золото), Сатоко Мияхара (бронза)

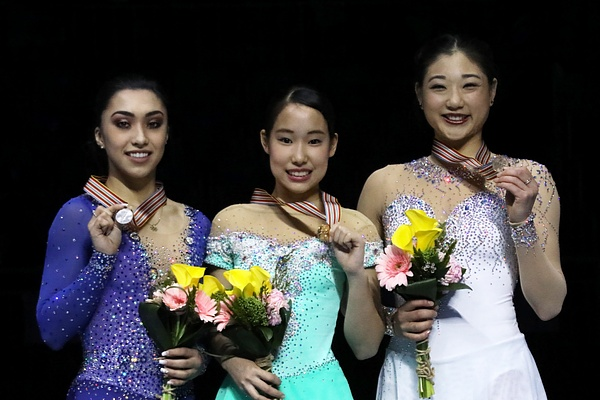
Призёры чемпионата четырёх континентов 2017 (слева направо): Габриэль Дэйлман (серебро), Маи Михара (золото), Мирай Нагасу (бронза)

| Соревнования                             | 12/13                        | 13/14                        | 14/15                        | 15/16                        | 16/17                        | 17/18                        | 18/19                        | 19/20                        | 20/21                        | 21/22                        | 22/23                        | 23/24                        |
| Международные индивидуальные             | Международные индивидуальные | Международные индивидуальные | Международные индивидуальные | Международные индивидуальные | Международные индивидуальные | Международные индивидуальные | Международные индивидуальные | Международные индивидуальные | Международные индивидуальные | Международные индивидуальные | Международные индивидуальные | Международные индивидуальные |
| ---------------------------------------- | ---------------------------- | ---------------------------- | ---------------------------- | ---------------------------- | ---------------------------- | ---------------------------- | ---------------------------- | ---------------------------- | ---------------------------- | ---------------------------- | ---------------------------- | ---------------------------- |
| Чемпионаты мира                          |                              |                              |                              |                              | 5                            |                              |                              |                              |                              |                              | 5                            |                              |
| Чемпионаты четырёх континентов           |                              |                              |                              |                              | 1                            | 2                            | 3                            |                              |                              | 1                            |                              | 7                            |
| Финал Гран-при                           |                              |                              |                              |                              |                              |                              |                              |                              |                              |                              | 1                            |                              |
| Этапы Гран-при: Финляндия                |                              |                              |                              |                              |                              |                              |                              |                              |                              |                              | 1                            |                              |
| Этапы Гран-при: Skate Canada             |                              |                              |                              |                              |                              |                              |                              | WD                           |                              | 4                            |                              |                              |
| Этапы Гран-при: Cup of China             |                              |                              |                              |                              | 4                            | 4                            |                              | WD                           |                              | C                            |                              | WD                           |
| Этапы Гран-при: Internationaux de France |                              |                              |                              |                              |                              | 4                            | 2                            |                              |                              |                              |                              |                              |
| Этапы Гран-при: NHK Trophy               |                              |                              |                              |                              |                              |                              | 4                            |                              | 4                            |                              |                              | 8                            |
| Этапы Гран-при: Skate America            |                              |                              |                              |                              | 3                            |                              |                              |                              |                              |                              |                              |                              |
| Этапы Гран-при: Великобритания           |                              |                              |                              |                              |                              |                              |                              |                              |                              |                              | 1                            |                              |
| Этапы Гран-при. Италия                   |                              |                              |                              |                              |                              |                              |                              |                              |                              | 4                            |                              |                              |
| Челленджеры. Autumn Classic              |                              |                              |                              |                              |                              | 2                            |                              |                              |                              |                              |                              |                              |
| Челленджеры. Asian Open Trophy           |                              |                              |                              |                              |                              |                              |                              |                              |                              | 1                            |                              |                              |
| Челленджеры. Nebelhorn Trophy            |                              |                              |                              |                              | 1                            |                              | 2                            |                              |                              |                              |                              |                              |
| Челленджеры. Finlandia Trophy            |                              |                              |                              |                              |                              |                              |                              |                              |                              |                              |                              | WD                           |
| Зимние Универсиады                       |                              |                              |                              |                              |                              |                              | 1                            |                              |                              |                              | 1                            |                              |
| Кубок Азии                               |                              |                              |                              | 1                            |                              |                              |                              |                              |                              |                              |                              |                              |
| Challenge Cup                            |                              |                              |                              |                              |                              |                              |                              |                              |                              |                              | 2                            |                              |
| Coupe du Printemps                       |                              |                              |                              |                              |                              | 1                            |                              |                              |                              |                              |                              |                              |
| Международные командные                  |                              |                              |                              |                              |                              |                              |                              |                              |                              |                              |                              |                              |
| Командные чемпионаты мира                |                              |                              |                              |                              | 1                            |                              |                              |                              |                              |                              | 3                            |                              |
| Национальные                             |                              |                              |                              |                              |                              |                              |                              |                              |                              |                              |                              |                              |
| Чемпионаты Японии                        |                              | 12                           | 9                            |                              | 3                            | 5                            | 4                            |                              | 5                            | 4                            | 2                            | 5                            |
| Первенство Японии среди юниоров          | 8                            | 2                            | 7                            | 8                            |                              |                              |                              |                              |                              |                              |                              |                              |
| Международные среди юниоров              |                              |                              |                              |                              |                              |                              |                              |                              |                              |                              |                              |                              |
| Финал юниорского Гран-при                |                              |                              |                              | 6                            |                              |                              |                              |                              |                              |                              |                              |                              |
| Этапы юниорского Гран-при: Беларусь      |                              | 5                            |                              |                              |                              |                              |                              |                              |                              |                              |                              |                              |
| Этапы юниорского Гран-при: Словения      |                              |                              | 6                            |                              |                              |                              |                              |                              |                              |                              |                              |                              |
| Этапы юниорского Гран-при: Словакия      |                              |                              |                              | 2                            |                              |                              |                              |                              |                              |                              |                              |                              |
| Этапы юниорского Гран-при: Австрия       |                              |                              |                              | 2                            |                              |                              |                              |                              |                              |                              |                              |                              |
| Кубок Азии                               |                              | 2                            |                              |                              |                              |                              |                              |                              |                              |                              |                              |                              |
| Gardena Spring Trophy                    |                              |                              | 1                            |                              |                              |                              |                              |                              |                              |                              |                              |                              |
| Challenge Cup                            |                              | 4                            |                              |                              |                              |                              |                              |                              |                              |                              |                              |                              |